# Чаплинский сельский совет (Петриковский район)
Чаплинский сельский совет (укр. Чаплинська сільська рада) — входит в состав
Петриковского района
Днепропетровской области
Украины.
Административный центр сельского совета находится в 
с. Чаплинка.

## Населённые пункты совета
- с. Чаплинка
- с. Ульяновка